# Turraea cabrae
Turraea cabrae är en tvåhjärtbladig växtart som beskrevs av Wildem. & Th. Dur.. Turraea cabrae ingår i släktet Turraea och familjen Meliaceae. Inga underarter finns listade i Catalogue of Life.